# Paratomapoderus melinus
Paratomapoderus melinus es una especie de coleóptero de la familia Attelabidae.

## Distribución geográfica
Habita en Camerún.